# اریک الیسور
اریک الیسور (انگلیسی: Éric Élisor؛ زادهٔ ۲ آوریل ۱۹۷۱) بازیکن فوتبال اهل فرانسه است.